# Colin Forbes
Colin Forbes (14 juli 1923 − 23 August 2006), født i Hampstead, London, er et forfatterpseudonym brugt af Raymond Harold Sawkins.

## Danske udgivelser
Listen er langt fra komplet og er mangelfuld, samt flere detaljer mangler. Nogle bøger er udgivet flere gange og den udgave der er henvist til er ikke nødvendigvis førsteudgaven.
| Dansk titel                | Engelsk titel             | Oversat af      | Forlag/serie         | Udgivelsesår        | Copyright år | ISBN                |
| -------------------------- | ------------------------- | --------------- | -------------------- | ------------------- | ------------ | ------------------- |
| I ledtog med Mafiaen       | The Palermo ambush        | Wivi Pelt       | Lademann             | 1978                | 1972         | 87 15 01673 0       |
| Den falske fører           | The leader and the damned | Karl-Åge Hansen | Lademann bestsellers | Ikke oplyst i bogen | 1983         | 87-15-01795-8       |
| Kampvogn på afveje         | Tramp in armour           | Mogens Cohrt    | Lademann             | Ikke oplyst i bogen | 1969         | Ikke oplyst i bogen |
| Den Fjerde mand            | The Stockholm syndicate   | Kirsten Meyer   | Danmark              | 1983                | 1981         | 87-15-01421-5       |
| Skæbneskibet               |                           |                 | Lademann             |                     |              |                     |
| Kold Front                 |                           |                 | Lademann             |                     |              |                     |
| Nøglen til terminal        | Terminal                  | Søren H. Madsen | Lademann             | 1990                | 1984         | 87-15-01836-9       |
| Janushovedet               | The Janus Man             | Søren H. Madsen | Lademann             | Ikke oplyst i bogen | 1987         | 87-414-4005-6       |
| Kampen om Zervos-klosteret | The heights of zervos     | Søren H. Madsen | Lademann             | 1987                | 1970         | 87-15-01628-5       |

1. ↑  Navnet er anført på engelsk og stammer fra Wikidata hvor navnet endnu ikke findes på dansk.